# Партия европейских консерваторов и реформистов
Партия европейских консерваторов и реформистов (ранее — Альянс консерваторов и реформистов в Европе и Альянс европейских консерваторов и реформистов) — правоцентристская евроскептистическая европейская политическая партия, защищающая принципы консерватизма и экономического либерализма. В альянс входят 15 партий из 12 стран, а также пять независимых депутатов Европарламента созыва 2009—2014 годов. Всего в Европейском парламенте указанного созыва альянс имеет 52 мандата (пятая по численности фракция парламента).
Партия ЕКР управляется Правлением (англ. Board of directors). Правление отвечает за общее политическое руководство альянсом. Председателем Правления является Ян Захрадил из чешской «Гражданской демократической партии», избранный в ноябре 2012 на 2,5 года. Генеральным секретарём, занимающимся текущим управлением альянсом, был избран в 2012 году британский консерватор Даниэль Ханнан. Состав Правления утверждается Советом — высшим политическим органом альянса, который проводит заседания дважды в год и разрабатывает принципы и задачи партии.

## История
«Альянс европейских консерваторов и реформистов» был основан 1 октября 2009 года после образования фракции «Европейские консерваторы и реформисты» в Европейском парламенте и был официально признан парламентом в январе 2010. Основателями альянса стали восемь партий в основном из центральной и восточной Европы. Затем к нему присоединились другие евроскептистические правоцентристские партии.
На первом съезде партии в Варшаве 8 июня 2010 года к альянсу присоединилась «Альтернативная демократическая реформистская партия» из Люксембурга. 25 марта 2011 года словацкая «Гражданская демократическая партия» вступила в альянс. В ноябре того же года к АЕКР присоединилась «Партия независимости» из Исландии — первая партия альянса не из страны ЕС. После этого в 2012 году в АЕКР вошли «Христианско-демократическое движение» из Грузии и итальянские «Консерваторы и социальные реформисты», что дало альянсу присутствие в одной из больших стран континентальной Европы. «Консервативная партия Канады» стала первым ассоциированным членом АЕКР в 2012. В ноябре 2013 года турецкая «Партия справедливости и развития», «Народная партия» с Фарерских островов и румынская «Новая республика» присоединились к альянсу.
В 2016 году партия переименовалась в Альянс консерваторов и реформистов в Европе, затем в 2019 году в Партию европейских консерваторов и реформистов.

## Программа
Партия европейских консерваторов и реформистов, по заявлениям его лидеров, стремится реформировать ЕС на основе «еврореализма, открытости, подотчётности, демократии» и уважения суверенитета наций с целью достичь экономического восстановления, роста и конкурентоспособности. Чтобы этого добиться, альянс придерживается следующих принципов, зафиксированных в Пражской декларации:
- Свободное предпринимательство, свободная торговля и честная конкуренция, минимальное государственное регулирование, понижение налогов — факторы, способствующие индивидуальной свободе и личному и национальному процветанию;
- Личные свободы, влекущие больше личной ответственности, демократическая подотчетность;
- Развитие устойчивой, «чистой» энергетики и энергетической безопасности;
- Важность семьи как основы общества;
- Неприкосновенность суверенитета национальных государств, оппозиция европейскому федерализму, стремление к субсидиарности;
- Важность трансатлантических отношений в области безопасности с обновлённым НАТО, поддержка «молодых» демократий в Европе;
- Контроль над иммиграцией, прекращение злоупотреблений при предоставлении убежища;
- Эффективные и современные государственные услуги, чувствительность к потребностям как городских, так и сельских общин;
- Борьба с евробюрократией, стремление к большей открытости и честности в институтах ЕС и при использовании фондов ЕС;
- Уважение и равное отношение ко всем странам ЕС: новым и старым, большим и маленьким.

## Входящие партии

В АЕКР входят 15 партий из 12 европейских стран и пять независимых евродепутатов

| Страна            | Политическая партия                                           | ДЕПы     | ДНП        | Дата присоединения |
| ----------------- | ------------------------------------------------------------- | -------- | ---------- | ------------------ |
| Албания           | Республиканская партия Албании                                | Вне ЕС   | 3 из 140   | 7 апреля 2017      |
| Беларусь          | Партия БНФ (запрещена властями в 2023 году)                   | Вне ЕС   | 0 из 110   | 7 апреля 2017      |
| Бельгия           | Либертарианская, Прямая, Демократическая                      | 1 из 21  | 1 из 150   | 1 октября 2009     |
| Хорватия          | Ружа Томашич (Независимый депутат)                            | 1 из 12  |            |                    |
| Чехия             | Гражданская демократическая партия                            | 4 из 21  | 34 из 200  | 1 октября 2009     |
| Фарерские острова | Народная партия                                               | Вне ЕС   | 8 из 33    | 8 ноября 2013      |
| Грузия            | Христианско-демократическое движение                          | Вне ЕС   | 0 из 150   | 16 августа 2012    |
| Венгрия           | Лайош Бокрош (поддержан «Венгерским демократическим форумом») | 1 из 22  |            |                    |
| Исландия          | Партия независимости                                          | Вне ЕС   | 19 из 63   | 12 ноября 2011     |
| Италия            | Братья Италии                                                 | 8 из 76  | 119 из 400 | октябрь 2012       |
| Латвия            | Национальное объединение                                      | 2 из 8   | 13 из 100  | 2014               |
| Литва             | Избирательная акция поляков Литвы                             | 1 из 12  | 8 из 141   | 1 октября 2009     |
| Люксембург        | Альтернативная демократическая реформистская партия           | 0 из 6   | 3 из 60    | 8 июня 2010        |
| Польша            | Право и справедливость                                        | 20 из 51 | 190 из 460 | 1 октября 2009     |
| Польша            | Польша важнее всего                                           | 3 из 51  | 0 из 460   | 16 ноября 2010     |
| Польша            | Адам Белян (Независимый депутат)                              | 1 из 51  |            |                    |
| Румыния           | Новая республика                                              | 0 из 33  | 0 из 412   | 8 ноября 2013      |
| Словакия          | Свобода и солидарность                                        | 1 из 14  | 20 из 150  | 25 марта 2011      |
| Турция            | Партия справедливости и развития                              | Вне ЕС   | 290 из 600 | 8 ноября 2013      |
| Великобритания    | Консервативная партия                                         | Вне ЕС   | 357 из 650 | 1 октября 2009     |
| Великобритания    | Ольстерская юнионистская партия                               | Вне ЕС   | 0 из 650   | 1 октября 2009     |

### Ассоциированные члены
| Страна | Партия                       | ДЕПы   | ДНП        | Дата присоединения |
| ------ | ---------------------------- | ------ | ---------- | ------------------ |
| Канада | Консервативная партия Канады | Вне ЕС | 119 из 338 | 1 ноября 2012      |